# Смирнов-Голованов Віктор Вікторович
Ві́ктор Ві́кторович Смирно́в-Голова́нов (нар. 6 вересня 1934, Москва, СРСР — пом. 22 квітня 2013, Москва, Росія) — радянський, російський і український артист балету, балетмейстер, театральний та кінорежисер. Заслужений діяч мистецтв УРСР (1981).

## Життєпис
Його батько, Віктор Смирнов — режисер та сценарист, мати — Катерина Юхимівна (до шлюбу Голованова). Батько у 1946 році був репресований, в швидкому часі помер від раку, Віктора виховувала мати (на її честь 1964 року взяв прізвище Смирнов-Голованов).
Закінчив 1952 року Московське хореографічне училище (педагог — Микола Тарасов). В 1953—1974 роках — соліст балету московського Большого театру.
Іще до закінчення виступів ак артиста почав займатися постановкою танцю та театральною режисурою.
Протягом 1968—1982 років творив у співпраці із Наталією Риженко (його друга жінка).
З 1976 року по 1988 — головний балетмейстер Одеського театру опери та балету.
Починаючи 1988 роком — директор і художній керівник Московського міського балету — заснував разом з Нерубащенко Людмилою Федорівною (його третя дружина), це був перший в СРСР недержавна балетна трупа (Moscow City Ballet), керував до кінця своїх днів.
В Одеському театрі ставив балети на твори Пахмутової — 1977, «Осяяність», «Симфонія революції» — на музику 11-ї та 12-ї симфоній Шостаковича, 1977.
Ставив в новому аранжуванні «Лебедине озеро», «Спляча красуня», «Дон Кіхот», «Жизель».
Автор російського тексту до балету «Казка про Солдата та Чорта» Ігоря Стравінського — 1964.

## Творчість
Серед театральних робіт:
- Вакх, «Вальпургієва ніч» — Шарль Гуно,
- Актор — «Полум'я Парижа» — Асаф'єв Борис Володимирович,
- Фенікс, «Червоний мак» — Глієр Рейнгольд Моріцевич,
- Романтичний дует — «Скрябініана» — Голейзовський Касьян Ярославович,
- ведучий, «Казка про Солдата та Чорта»,
- «Спляча красуня» Чайковського — адажіо Аврори та чотирьох принців,
- «Попелюшка» — Китайський принц,
- «Вальс» — Моріц Мошковський.

Серед режисерських робіт:
- «Слуга двох господарів», музика М. І. Чулакі, 1969,
- «Анна Кареніна», 1972, разом з М. М. Плісецькою, Большой театр, 1973 — Новосибірський театр опери та балету, 1975 — Вільнюський театр опери та балету, 1977 — Одеський, 1978 — Свердловський, 1981 — Київський та театр ім. Навої — з Н. І. Риженко,
- «Осяяння» Пахмутової, 1973 — Большой театр, 1977 — Одеський театр,
- «Творчий вечір Віолетти Бовт», 1973,
- «Сучасне Па-Де-Де», музика В. П. Артемова,
- «Мрійники» — на музику Шостаковича — 1975, театр ім. Станіславського і Немировича-Данченко,
- «Симфонія революції» на музику Шостаковича, 1977,
- «Лебедине озеро», на музику Чайковського, 1977,
- «Жизель» А. Адана, 1979,
- «Дон Кіхот», музика Л. Мінкуса, 1979,
- «Спляча красуня» Чайковського, 1979,
- «Горбоконик» Родіона Щедріна, 1980,
- «Маскарад» — на музику Хачатуряна, 1982,
- «Вій», В. С. Губаренко, 1983,
- «Комуніст» — Губаренко, 1984,
- «Шекспіріана» — 1984, театр ім. Навої,
- «Дівчина та смерть» на музику Скрябіна, 1985,
- «Рапсодія на тему Паганіні», на музику С. Рахманінова, 1985,
- «Веселенькі частушки» на музику Р. Щедріна, 1986,
- «Війна та мир» — на музику В. О. Овчинникова, 1987,
- «Кохання та смерть Анни Кареніної», 1988, на музику Р. Щедріна,
- «Кармен-сюїта» на музику Бізе та Родіона Щедріна,
- «Лускунчик» — на музику Чайковського, 1992,
- «Попелюшка» на музику Прокоф'єва, 1994,
- «Балетна сюїта» на музику Ісамі Камата, 1999,
- «Ромео і Джульєтта» на музику Прокоф'єва, 2004.

Постановка танців в опері «Вій» — музика В. С. Губаренка, 1983.
З другою жінкою, Наталією Риженко здійснив 6 телевізійних спектаклів, це, зокрема, є:
- «Трапеція» (фільм-балет), 1970, разом із Феліксом Слідовкером,
- «Веселенькі частушки» (фільм-балет), 1970 — і сценарист,
- «Білі ночі», музика А. Шенберґа, 1972,
- «Федра», 1972, музика О. Локшина,
- «Московська фантазія», музика В. П. Артемова, здійснив постановку танців в кіно «Весна 29-го» — на музику Шостаковича, 1975, Одеська кіностудія, режисер Г. Юнгвальд-Хількевич
- «Шекспіріана» (1988)

та хореографію танців у фільмах «Анна Кареніна» (1974), «Туфлі із золотими пряжками» (1976, у співавт.).